# Сексуалне дисфункције
Сексуалне дисфункције су разнолика група поремећаја, чија је заједничка карактеристика неуспешност или непотпуност сексуалног односа. То може бити субјективни доживљај неуспеха или објективна неуспешност у вршењу сексуалног односа. Неке од најпознатијих и најчешћих сексуалних дисфункција су: фригидност, импотенција, вагинизам, превремена ејакулација, диспареунија, нимфоманија и сатиријаза.